# Маркетопт
Маркетопт — мережа магазинів та супермаркетів, поширена в містах і селах Полтавської, Сумської, Дніпропетровської, Чернігівської, Черкаської та Кіровоградської областей. Заснована 2005 року в місті Кременчук.

## Мережа
Станом на кінець 2023 року, до мережі «Маркетопт» входять 166 працюючих магазинів та супермаркетів у 6 областях: Полтавській, Дніпропетровській, Сумській, Черкаській, Кіровоградській та Чернігівській. Їхня кількість невпинно зростає: за 2023 рік було відкрито 33 нових магазинів ритейлера в містах і селах вищеперечислених областей.
Крім, власне, самих супермаркетів «Маркетопт», до мережі входять магазини «Маркетопт Express» та «ОПТОВИЧОК».

### Власні торгові марки
У «Маркетоптах» продається продукція від власних торгових марок «Власна випічка», морквяні салати «Кореєць Кім», випічка «Кохнівський хлібзавод», чаї «О'clock». Продукція цих торгових марок виробляється у Кременчуці, звідки й почала свою роботу мережа.